# Ofelia Malinov
Ofelia Malinov (Bergamo, 29 de fevereiro de 1996) é uma voleibolista italiana que joga na posição de levantadora, e atualmente defende as cores do Scandicci.

## Carreira
Malinov é filha dos búlgaros Atanas Malinov, ex-treinador, e Kamelia Arsenova, ex-jogadora de voleibol. Seu primeiro clube profissional foi o Bruel Volley Bassano, na Serie B1 italiana, na qual permaneceu de 2011 a 2015, sendo depois negociada para o Club Italia. Na temporada 2016-17 competiu pela equipe do Conegliano, ganhando a Supercopa Italiana em 2016 e a Copa Itália 2016-17, além de ter disputado a final da Liga dos Campeões. Na temporada 2017-2018 assinou contrato para defender as cores do Bergamo. Após uma temporada no clube de sua cidade natal, assina com o clube Scandicci sediado na cidade homônima.
Em 2013 é chamada para a seleção nacional Sub-18, com a qual conquistou a medalha de prata no Campeonato Europeu da categoria. Foi convocada pela primeira vez para a seleção principal em 2014, mas sua estreia ocorreu apenas em 2015. Em 2017, já consolidada na equipe titular, conquistou o vice-campeonato no Grand Prix 2017.
Em 2018 conquistou com sua seleção a medalha de ouro no torneio de Montreux, na Suíça. Na competição seguinte a Itália chegou à final do Campeonato Mundial, porém a equipe perdeu para a Sérvia, então vice-campeãs olímpicas. Pela sua performance durante o campeonato, Malinov foi eleita e melhor levantadora da competição.

## Clubes
| Clube               | De        | A         |
| ------------------- | --------- | --------- |
| Club Italia         | 2015-2016 | 2015-2016 |
| Conegliano          | 2016-2017 | 2016-2017 |
| Bergamo             | 2017-2018 | 2017-2018 |
| Pallavolo Scandicci | 2018-2019 | ...       |

## Conquistas

### Clubes
- Copa Itália

2016-17
- Supercopa Italiana

2016